# END7
END7 fue una campaña para ver el final de 7 enfermedades tropicales desatendidas para 2020. La campaña estuvo liderada por la Red Global para las Enfermedades Tropicales Desatendidas, una iniciativa del Instituto de Vacunas Sabin, fundado en enero de 2012. Tuvo como objetivo elevar la conciencia pública y la financiación necesaria para cubrir el costo de la distribución de la medicina y la creación de programas de tratamiento de defectos del tubo neural. Se basó en gran medida de contenido atractivo visual, difundida a través de varios canales de medios sociales como Facebook, Twitter y YouTube para difundir su mensaje.

## Misión
"Una de cada seis personas en el mundo, incluyendo quinientos millones de niños sufren de enfermedades tropicales desatendidas o ETD (neglected tropical diseases o NTD por sus siglas en inglés también). La Red Global para las Enfermedades Tropicales Desatendidas, una iniciativa del Instituto de Vacunas Sabin, trabaja para aumentar la conciencia, la voluntad política y los fondos necesarios para controlar y eliminar los siete defectos del tubo neural más comunes en 2020".
Según la Declaración de Londres sobre las Enfermedades Tropicales Desatendidas sirve como un nuevo Plan Marshall para la generación de los mil millones, pero dando prioridad a las niñas y mujeres que viven en la pobreza para acabar con los 10 defectos del tubo neural más comunes en 2020.
La campaña END7 elevó la conciencia pública y la financiación necesaria para cubrir los costos de distribución de medicamentos y el establecimiento de programas de tratamiento en las comunidades empobrecidas. El costo anual se resolvía a unos 50 centavos de dólar de 2012 para tratar y proteger a una persona durante un año entero en contra de las siete enfermedades.

## Enfermedades a tratar
- Ascariasis
- Ancylostoma
- Elefantiasis o Filariasis Linfática
- Oncocercosis
- Esquistosomiasis
- Tracoma
- Tricuriasis[5]

La solución a estas enfermedades, que son las que se financiaban a través de las donaciones que se hacían a END7, son cuatro medicamentos conocidos como "paquete de efecto rápido". El paquete de efecto rápido es una dosis de bajo costo, seguro y simple que es fácil de implementar y ayuda a optimizar los esfuerzos de control de defectos del tubo neural. Este enfoque integrado es también muy rentable. Armado con cuatro fármacos, tres de los cuales son donados, los principales esfuerzos de tratamiento pueden integrar el control de los siete defectos del tubo neural más comunes.

## Campañas
La campaña se inició ya el 2011, donde el primer video en la página de Youtube de la campaña, "Our Mission in a minute" (Nuestra misión en un minuto) contó con la colaboración en la narración de Bill Nighy.
"Estoy sorprendido por la cantidad de estragos que causan estas enfermedades. Pero lo que me sorprende más es lo sencillo que la solución perfecta es. El cambio del bolsillo proporcionará medicamentos que ayudan a poner fin no sólo una enfermedad, sino siete".
Además, en febrero de 2012, por el mismo sistema de Youtube, se lanzó el video "How to Shock a Celebrity" (Como sorprender a una celebridad) que reunió a Emily Blunt, Tom Felton, Eddie Redmayne, Yvonne Chaka Chaka, Tom Hollander y Priyanka Chopra para impulsar y masificarla a través de las principales redes sociales.
Últimamente, se realizó la campaña Sevenly junto con su embajador Tom Felton, en donde se vendieron durante una semana poleras con el lema "Love is a cure" (Amor es una cura) y "Love wins" (Amor gana). Los $7 de la compra de cada polera iba directamente a los programas de control de tratamiento y defectos del tubo neural. Dado que sólo cuesta 50 centavos de dólar para tratar y proteger a un niño contra siete de los defectos del tubo neural más comunes, cada polera ayudaba en el tratamiento y en la vida de 14 niños.
"Me inspiré para apoyar la campaña END7 cuando me enteré de lo fácil que era para que los jóvenes se involucren”, dijo Felton. “Al donar solo unos céntimos, cualquiera puede ayudar a que estos tratamientos a las personas que más los necesitan y esperamos cambiar el futuro de los millones de niños que crecen en los países en desarrollo en todo el mundo", dijo el actor sobre la campaña.
"Me he quedado impresionado con el apoyo de END7 entre mis fans", agrega Tom Felton. "END7 es único porque tan poco va un largo camino. A través de Facebook, YouTube y Twitter, los jóvenes pueden donar y compartir la campaña con sus amigos. Un simple mensaje de medios sociales puede tener un gran impacto".
"Hasta hace poco, yo ni siquiera sabía que existían estas enfermedades", dijo la actriz Emily Blunt. "Las discapacidades graves y sufrimientos que infligen a las personas más pobres del mundo es desgarrador. Pero me inspiró a unirme a la campaña END7 porque, por una vez, la solución es simple y está disponible ahora. Y el costo del tratamiento es tan baja que casi cualquier persona puede hacer una gran diferencia al dar unos pocos centavos".
"Sólo en la India, cerca de 700 millones de personas están en riesgo de elefantiasis y más de 200 millones de niños están en riesgo de infecciones de gusanos", dijo la estrella de Bollywood, Priyanka Chopra. "A través de la campaña END7, podemos ofrecer una solución que va a cambiar la vida de millones de personas que viven en la pobreza en Asia y en todo el mundo. Me siento orgullosa de ser parte del esfuerzo mundial para poner fin a estas enfermedades".
"Después de ver las imágenes de estas enfermedades, me vi obligado a aprender más", dijo Eddie Redmayne. "Si bien estas enfermedades pueden ser complicadas, la solución es simple: 50 centavos es todo lo que se necesita para tratar a alguien infectado con hasta siete de los defectos del tubo neural más comunes".
"Lo que más me impresionó acerca END7 es que las herramientas para el tratamiento de estas enfermedades ya están disponibles", dijo Tom Hollander. "Lo que falta es el apoyo del público para ayudar a obtener el medicamento a las comunidades que más lo necesitan. Estoy orgulloso de mi parte, e insto a mis fans para aprender sobre defectos del tubo neural y lo que podemos hacer para tratarlos y prevenirlos".
"Estas enfermedades son muy reales, incluso si la gente no está hablando de ellos", dijo Yvonne Chaka Chaka. "África soporta el 50 por ciento de la carga global de ETD, y he visto de primera mano el impacto. La campaña END7 está provocando un movimiento global para acabar con estas enfermedades".
Ellos han sido parte de las celebridades que se han estado uniendo a la campaña de END7. Otros que se han unido han sido Katy Perry, Ewan McGregor, Alyssa Milano, Norah Jones, Rosanne Cash, Paula Abdul y Stella McCartney.